# Lịch khỏa thân

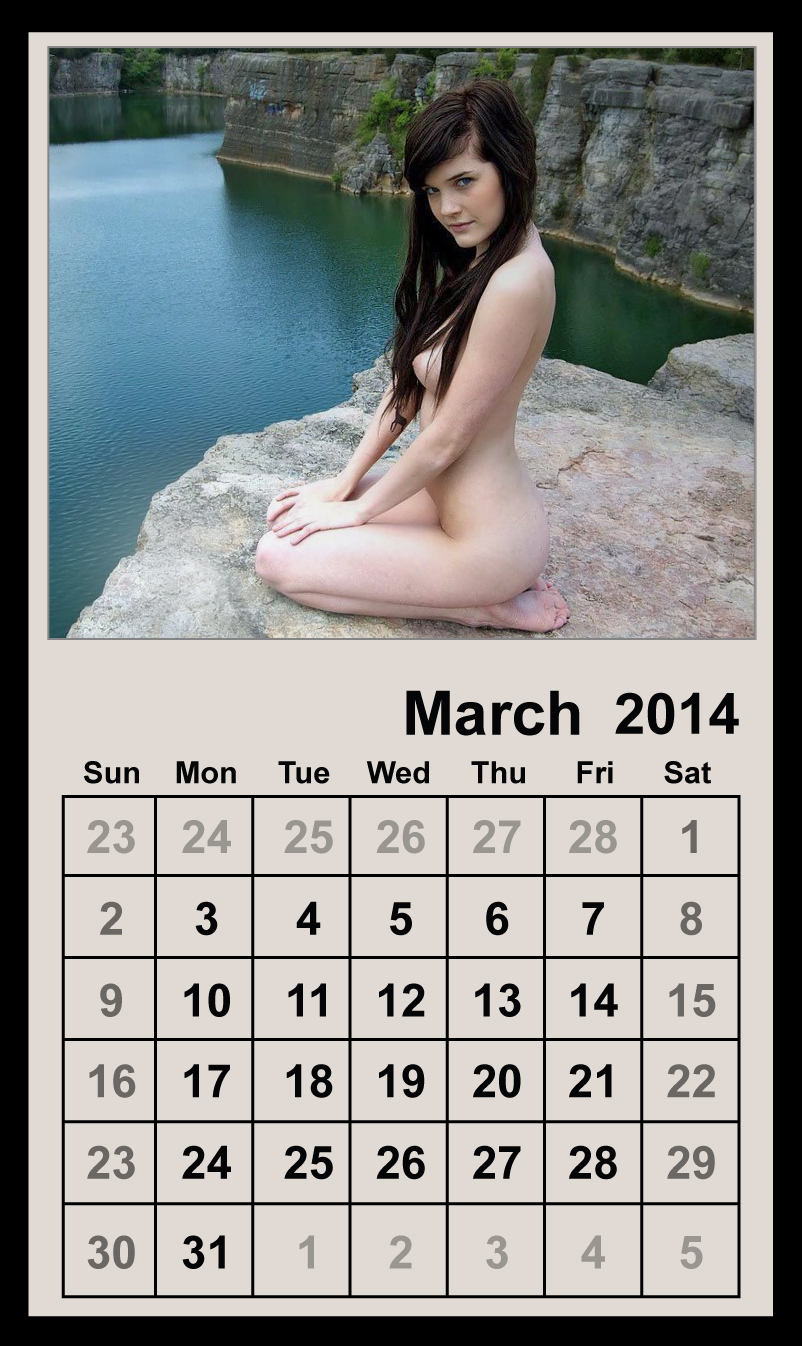
Hình ảnh minh họa của một lịch khỏa thân nữ

Lịch khỏa thân là một loại lịch treo tường hoặc lịch để bàn đặc biệt có các người mẫu khỏa thân trong nhiều cảnh và địa điểm khác nhau. Loại lịch này chủ yếu có ở Anh, nó được sản xuất nhằm quyên góp tiền từ thiện.

## Phân loại

### Lịch có người mẫu đẹp (pin-up)
Quảng cáo thương mại trên lịch bắt đầu vào cuối thế kỷ 19 và thường được liên kết với hình ảnh hoặc hình ảnh của các người mẫu pin-up. Các sản phẩm được quảng cáo có thể được kết hợp thông qua việc đặt sản phẩm trong hình ảnh hoặc để tách biệt thông qua logo và phong cách nội bộ của công ty. Lịch có hình ảnh nữ giới khỏa thân trở thành một đặc điểm phổ biến ở nơi làm việc chủ yếu là nam (ví dụ: nhà để xe, đại lý xe hơi, v.v.), mặc dù nhiều chủ nhân đã cấm hoặc hạn chế hiển thị, vì coi chúng là một hình thức phân biệt giới tính.

### Lịch khỏa thân thể thao
Một số đội thể thao đã sản xuất lịch khỏa thân, thường để nâng cao quảng bá cho đội của họ hoặc tăng tài trợ. Ví dụ như đội bóng đá nữ Úc trước Thế vận hội Mùa hè 2000 ở Sydney, đội trượt tuyết xuyên quốc gia Canada năm 2001 và 2002, và một nhóm các nữ sinh viên Canada vào năm 2008 

### Lịch khỏa thân từ thiện
Lịch từ thiện khỏa thân đầu tiên được thực hiện bởi một nhóm phụ nữ Anh trung niên, thành viên của một chi nhánh địa phương của Viện Phụ nữ, những người chụp ảnh khỏa thân để gây quỹ cho nghiên cứu bệnh bạch cầu. Lịch này được phát hành vào năm 1999, và đã trở thành một sự kiện tầm quốc tế, và cũng tạo cảm hứng cho bộ phim Calendar Girls. Theo sự khởi đầu thành công này, lịch khỏa thân từ thiện đã tăng vọt vào những năm 2000. Tiền thu được thường được chuyển tới các tổ chức về sức khỏe hoặc xã hội khác nhau. Những người tham gia có thể bao gồm các nghệ sĩ, người nổi tiếng, vận động viên thể thao, lính cứu hỏa, lực lượng quân đội, cảnh sát hoặc thành viên của một nhóm như nông dân, thành viên Viện Phụ nữ muốn gây quỹ cho tổ chức từ thiện đã chọn.
Trận đấu bóng bầu dục của phụ nữ Oxford và Cambridge, được chơi tại Twickenham năm 2015, đã được đội Oxford quảng bá bằng cách làm lịch khỏa thân.